# Ölands runinskrifter Fv1911;274B
Ölands runinskrifter Fv1911;274B är en runsten, ursprungligen hittad vid Resmo kyrka på Öland, men den står numera i Statens historiska museum i Stockholm.

## Inskriften
Runorna är spegelvända och i vissa fall även uppochnedvända.

Translitterering av runraden:
... ...ina ' eftiʀ ' sueinu ' boanta ' sin ' tr...
Normalisering till runsvenska:
... [stæ]ina æftiʀ Svæinu, boanda sinn. ...
Översättning till nusvenska:
... [reste sten]arna efter Sven, sin make ...

## Beskrivning
Runstenen saknar ett stort stycke nedtill och antas ursprungligen ha varit dubbelt så hög. Det är sannolikt att den har använts som gavelsten till en Eskilstunakista. Runstenen är till skillnad från de flesta svenska runstenar där enbart runorna uppmålas i rött, i sin helhet uppmålad i svart, rött och vitt, vilket anses ge en trovärdigare bild av hur visuellt anslående runstenarna var under sin tillkomsttid. Ornamentiken har mycket gemensamt med Urnesstilen.